# Хассі-Р'Мель-Уед-Саф-Саф – SP3
Хассі-Р'Мель-Уед-Саф-Саф – SP3 – газопровід на північному сході Алжиру.
Алжир є великим виробником всіх видів вуглеводнів, при цьому їх доставка з віддалених районів у пустелі Сахара до узбережжя потребує чималих витрат. З метою оптимізаці останніх насосні станції, що працюють з рідкими вуглеводнями, намагаються за можливості перевести на живлення від природного газу. Саме таку функцію має споруджене в 2009 році відгалуження від газотранспортного коридору GO1/GO2/GO3 (Хассі-Р'Мель – Уед-Саф-Саф, який є алжирською ділянкою Транссередземноморського газопроводу) до:
- насосної станції SP3 на трасі нафтопроводу OK1 (Хауд-ель-Хамра – Скікда);
- насосної станції SP3 на трасі трeбопроводу для зрідженого нафтового газу NK1 (так само Хауд-ель-Хамра – Скікда).
Відгалуження має довжину 47 км та виконане в діаметрі 200 мм.